# Карлсфельд
Карлсфельд (нім. Karlsfeld) — громада в Німеччині, розташована в землі Баварія. Підпорядковується адміністративному округу Верхня Баварія. Входить до складу району Дахау.
Площа — 15,55 км2. Населення становить 21 813 ос. (станом на 31 грудня 2020).
Після Другої світової війни тут діяло спортивне товариство УРСТ Лев.

## Галерея

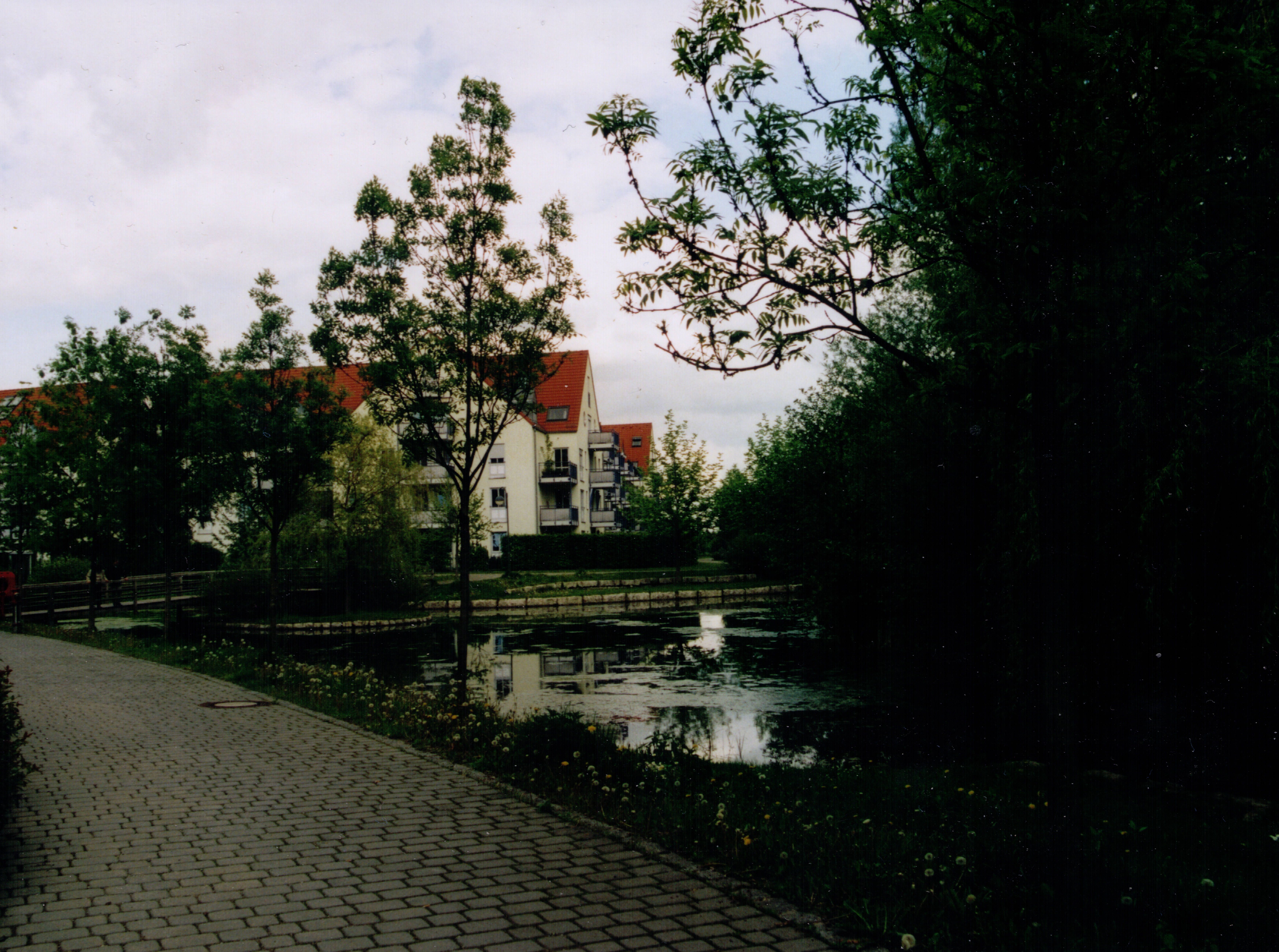
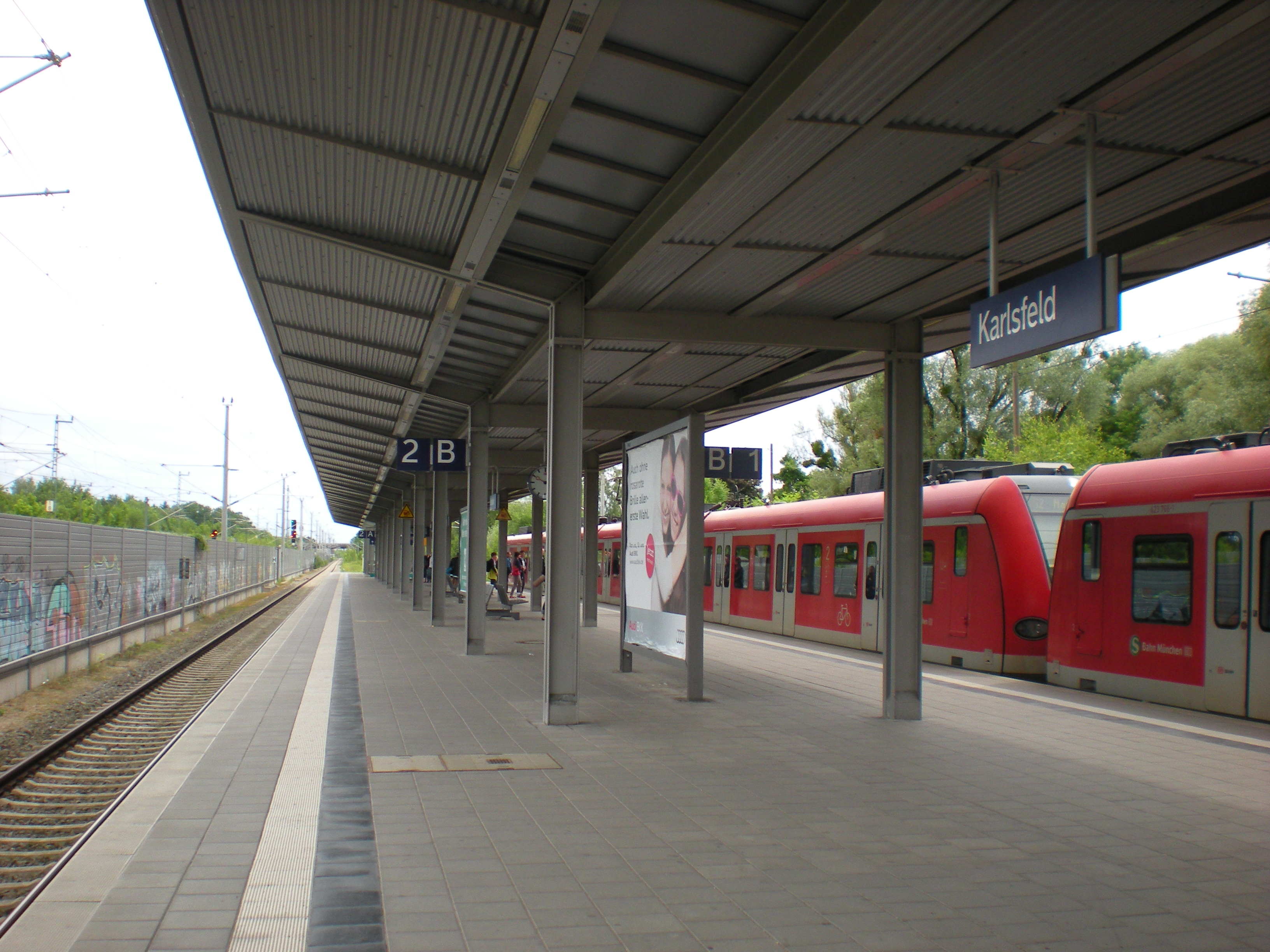
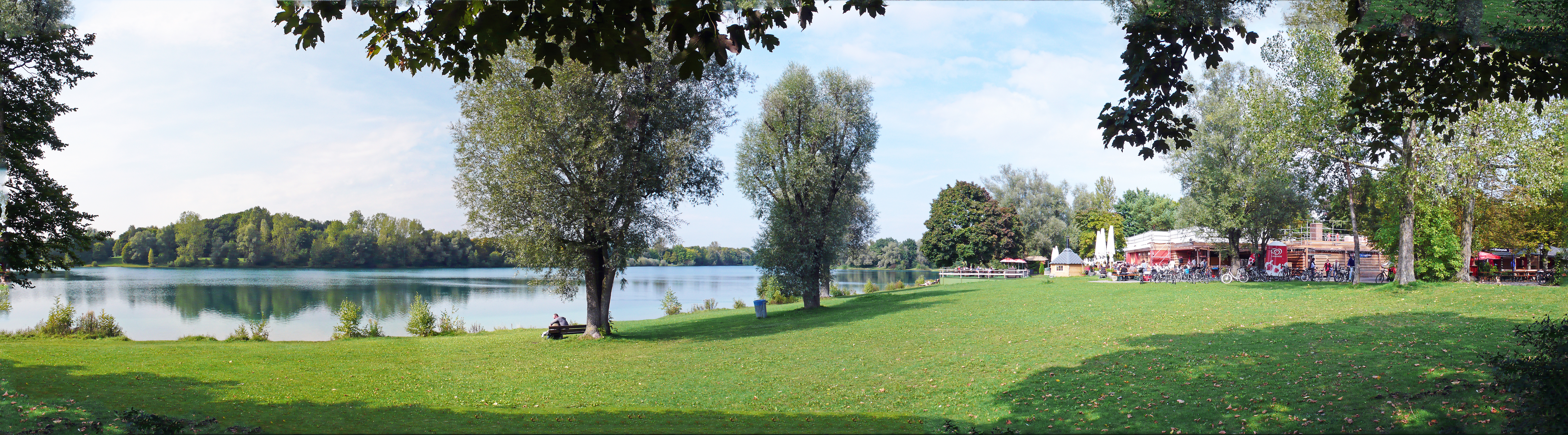